# USS Sicard (DD-346)
USS Sicard (DD-346/DM-21/AG-100) là một tàu khu trục lớp Clemson được Hải quân Hoa Kỳ chế tạo vào cuối Chiến tranh Thế giới thứ nhất. Nó là chiếc tàu chiến duy nhất của Hải quân Hoa Kỳ được đặt theo tên Chuẩn đô đốc Montgomery Sicard (1836-1900), người tham gia cuộc Nội chiến Hoa Kỳ. Được cải biến thành một tàu rải mìn hạng nhẹ và xếp lại lớp với ký hiệu lườn DM-21, Sicard đã tiếp tục phục vụ trong Chiến tranh Thế giới thứ hai cho đến khi xung đột kết thúc. Nó ngừng hoạt động năm 1945 và bị bán để tháo dỡ năm 1946.

## Thiết kế và chế tạo
Sicard được đặt lườn vào ngày 18 tháng 6 năm 1919 tại xưởng tàu của hãng Bath Iron Works ở Bath, Maine. Nó được hạ thủy vào ngày 20 tháng 4 năm 1920, được đỡ đầu bởi bà M. H. Sicard, con dâu Chuẩn đô đốc Sicard; và được đưa ra hoạt động vào ngày 9 tháng 6 năm 1920 dưới quyền chỉ huy tạm thời của Đại úy Hải quân J. K. Davis. Đến ngày 18 tháng 6 năm 1920, Hạm trưởng, Thiếu tá Hải quân G. C. Dichman, chính thức tiếp nhận quyền chỉ huy con tàu.

## Lịch sử hoạt động

### Giữa hai cuộc thế chiến
Sicard gia nhập Hải đội Khu trục trực thuộc Hạm đội Đại Tây Dương tại Newport, Rhode Island vào ngày 26 tháng 6 năm 1920. Nó hoạt động tại vùng bờ Tây Hoa Kỳ, vùng biển Caribe và vùng kênh đào Panama cho đến năm 1922, tham gia các cuộc thực tập hạm đội và thực hành ngư lôi, các cuộc cơ động hạm đội, và được sửa chữa tại Xưởng hải quân New York. Vào ngày 20 tháng 1 năm 1921, nó băng qua kênh đào Panama, đi sang khu vực Thái Bình Dương để tham gia cuộc tập trận và cơ động phối hợp giữa các hạm đội Đại Tây Dương và Thái Bình Dương, đi đến Callao, Peru, và quay trở về khu vực Đại Tây Dương vào ngày 24 tháng 2.
Sau khi thực hành cơ động mùa Xuân tại vùng Tây Ấn, Sicard đi đến Xưởng hải quân Brooklyn vào ngày 27 tháng 4 năm 1922 để được sửa chữa và trang bị để chuẩn bị nhận nhiệm vụ tại Trạm Á Châu. Nó đi đến Newport vào ngày 15 tháng 6 để nhận thiết bị ngư lôi, và khởi hành cùng với hải đội của nó vào ngày 20 tháng 6 để đến nhiệm sở mới, đi ngang qua Địa Trung Hải và Ấn Độ Dương. Hải đội đi đến Yên Đài, Trung Quốc vào ngày 26 tháng 8 và gia nhập Hạm đội Á Châu, nơi nó hoạt động trong bảy năm tiếp theo, đặt căn cứ tại Yên Đài và Thanh Đảo trong mùa Hè và Manila, Philippines vào mùa Đông. Nó được đại tu định kỳ tại Xưởng hải quân Cavite, tham gia các cuộc thực tập và cơ động hạm đội, bảo vệ quyền lợi của Hoa Kỳ tại Trung Quốc, Nhật Bản và Philippines, cũng như tham gia các nhiệm vụ tuần tra và hộ tống tại bờ biển Trung Quốc và trên sông Dương Tử trong những giai đoạn bất ổn tại đây.
Vào các ngày 30 và 31 tháng 8 năm 1923, khi trận động đất Kantō phá hủy một phần lớn các thành phố Tokyo và Yokohama ở Nhật Bản, Tổng tư lệnh Hạm đội Á Châu, Đô đốc Edwin Anderson, Jr. đã phái mọi tàu chiến sẵn có dưới quyền đi đến khu vực thảm họa với hàng tiếp liệu khẩn cấp để trợ giúp. Sicard đi đến cảng Yokohama vào ngày 11 tháng 9, và hoạt động như một tàu biệt phái đến Tokyo, vận chuyển người tị nạn khỏi thành phố. Từ ngày 25 tháng 9 đến ngày 3 tháng 10, nó thả neo tại cảng Nagasaki như một tàu liên lạc, vì mọi dịch vụ thông tin liên lạc của Tokyo và Yokohama đều không hoạt động. Phản ứng nhanh của Sicard cùng các đơn vị khác của Hạm đội Á Châu đã giúp cứu được sinh mạng hàng ngàn thường dân, và nhận được lời cám ơn từ chính phủ Nhật. Từ ngày 26 tháng 4 đến ngày 30 tháng 6 năm 1924, nó lại được phái đi trong một nhiệm vụ đặc biệt nhân chuyến bay của bốn máy bay Lục quân Hoa Kỳ vòng quanh trái đất. Nó đã đi từ Hong Kong đến Rangoon, Miến Điện và Calcutta, Ấn Độ, canh phòng những chiếc máy bay và duy trì liên lạc. Trong những năm tiếp theo, các chuyến tuần tra của nó tại vùng biển Trung Quốc trở nên thường xuyên do cuộc xung đột giữa lực lượng Quốc gia của Quốc Dân Đảng dưới sự chỉ huy của Tưởng Giới Thạch chống lại các lãnh chúa địa phương phía Bắc. Được thay phiên bởi một hải đội khu trục khác, Sicard và hải đội của nó khởi hành từ Yokohama, Nhật Bản vào ngày 22 tháng 7 năm 1929 để quay về Hoa Kỳ, về đến San Diego, California vào ngày 17 tháng 8.
Vào tháng 10 năm 1929, Sicard gia nhập Hải đội Khu trục trực thuộc Hạm đội Chiến trận, và trong nhiều năm đã hoạt động chủ yếu tại vùng bờ Tây Hoa Kỳ, định kỳ được đại tu tại Xưởng hải quân Mare Island. Nó tham gia các cuộc tập trung tập trận hạm đội, thực hành chiến trận và phóng ngư lôi, kéo mục tiêu để huấn luyện tàu ngầm và các phi đội máy bay, canh phòng máy bay cũng như thực hiện các chuyến đi huấn luyện cho Hải quân Dự bị. Từ ngày 15 tháng 2 đến ngày 21 tháng 6 năm 1930, nó đi sang khu vực Đại Tây Dương cùng Hạm đội Chiến trận, tham gia cuộc tập trung Hạm đội Hoa Kỳ cho cuộc tập trận Vấn đề Hạm đội X tổ chức tại vùng biển Caribe, rồi viếng thăm New York và Hampton Roads cho cuộc Duyệt binh Hạm đội Tổng thống vào ngày 20 tháng 5. Nó cũng tham gia Vấn đề Hạm đội XI tại vùng kênh đào Panama và biển Caribe từ ngày 4 tháng 2 đến ngày 15 tháng 4 năm 1931; Vấn đề Hạm đội XII tại vùng biển Hawaii từ ngày 1 tháng 2 đến ngày 22 tháng 3 năm 1932. Trong giai đoạn từ ngày 24 tháng 3 đến ngày 1 tháng 10 năm 1934, nó được đưa về Hải đội Dự bị Luân phiên 20 tại San Diego, và sau đó gia nhập Hải đội Khu trục 4 để tiếp tục phục vụ cùng Hạm đội Chiến trận tại Thái Bình Dương.
Đang khi tham gia cuộc tập trận Vấn đề Hạm đội XVI ngoài khơi Diamond Head, Oahu thuộc quần đảo Hawaii vào ngày 12 tháng 5 năm 1935, Sicard bị tàu khu trục Lea (DD-118) húc phải khiến nó bị hư hại nặng. Nó được chiếc Rail (AM-26) kéo về Xưởng hải quân Trân Châu Cảng để sửa chữa trước khi gia nhập trở lại hải đội để hoạt động vào tháng 8. Đến tháng 5 năm 1937, nó đi vào Xưởng hải quân Trân Châu Cảng để được cải biến thành một tàu rải mìn hạng nhẹ, và vào ngày 20 tháng 6 được xếp lại lớp với ký hiệu lườn mới DM-21. Ngoại trừ một chuyến đi ngắn đến vùng bờ Tây để sửa chữa và huấn luyện từ ngày 20 tháng 9 đến ngày 20 tháng 12 năm 1937, nó hoạt động chủ yếu tại vùng biển Hawaii cho đến năm 1941, tham gia các cuộc thực hành chiến thuật và huấn luyện, tập trận hạm đội và cơ động, các cuộc tập trận phối hợp Hải-Lục quân, thực tập phóng ngư lôi và rải mìn, cùng các nhiệm vụ trinh sát chung quanh Midway và các đảo ngoại vi.

### Thế Chiến II
Sicard đi vào Xưởng hải quân Trân Châu Cảng vào ngày 21 tháng 11 năm 1941, và đang được đại tu khi máy bay từ sáu tàu sân bay của Hải quân Đế quốc Nhật Bản đã bất ngờ tập kích các đơn vị hạm đội tại Trân Châu Cảng vào ngày 7 tháng 12. Con tàu chỉ có đạn dược cho các khẩu súng máy.30-caliber, nhưng đã giúp vào việc phòng thủ căn cứ khi gửi người sang vận hành các khẩu pháo trên tàu tuần dương hạng nặng New Orleans (CA-32) và tàu khu trục Cummings (DD-365).
Hoàn tất việc đại tu vào ngày 28 tháng 1 năm 1942, Sicard rời Trân Châu Cảng để tuần tra chống tàu ngầm về phía Tây Nam Oahu, nơi nó hộ tống tàu bè trong phạm vi canh phòng và truy tìm tàu ngầm đối phương. Từ ngày 1 đến ngày 9 tháng 4, nó giúp rải một bãi mìn phòng thủ lớn tại French Frigate Shoals, khoảng 500 dặm (800 km) về phía Tây Bắc Oahu, và từ ngày 10 đến ngày 18 tháng 4 giúp vào việc thiết lập một trạm vô tuyến và khảo sát thời tiết của Thủy quân Lục chiến trên đảo Eastern thuộc nhóm đảo san hô Midway. Vào ngày 19 tháng 6, nó khởi hành từ Trân Châu Cảng cùng các tàu rải mìn hạng nhẹ khác, nhận mìn tại Seattle, Washington; và trong tháng 7 đã rải một bãi mìn phòng thủ ngoài khơi Kodiak, Alaska. Khi quay về Trân Châu Cảng vào ngày 27 tháng 7, nó tiếp nối các hoạt động tuần tra tại chỗ trước khi lại lên đường vào ngày 16 tháng 9, hướng đến quần đảo Aleut để rải một bãi mìn khác cũng như tiến hành các cuộc tuần tra. Nó khởi hành vào ngày 22 tháng 11, quay trở về San Francisco để đại tu.
Hoàn tất việc sửa chữa vào ngày 22 tháng 12, Sicard tham gia các cuộc thực hành đổ bộ ngoài khơi San Diego; rồi lên đường từ San Francisco vào ngày 24 tháng 4 năm 1943 cùng một đoàn tàu vận tải chuyển quân cho cuộc tấn công lên Attu thuộc quần đảo Aleut. Nó được dự định hoạt động như tàu kiểm soát tàu đổ bộ trong chiến dịch; nhưng trong đêm trước ngày đổ bộ nó mắc tại nạn va chạm với tàu khu trục Macdonough (DD-351) trong thời tiết sương mù dày đặc. Sicard phải kéo McDonough quay trở lại đảo Adak, rồi tiếp tục đi đến San Francisco để sửa chữa, kéo dài cho đến ngày 29 tháng 7. Nó may mắn hơn trong chiến dịch đổ bộ lên Kiska, thành công trong việc hướng dẫn các tàu tấn công đến bãi đổ bộ từ ngày 15 đến ngày 18 tháng 8. Sau đó nó hoạt động tuần tra và hộ tống vận tải tại chỗ trong khu vực Aleut, trước khi hộ tống một đoàn tàu đi Trân Châu Cảng, đến nơi vào ngày 15 tháng 9.
Sicard rời Trân Châu Cảng vào ngày 24 tháng 9 để đi đến khu vực hoạt động mới tại Tây Nam Thái Bình Dương. Nó hộ tống tàu bè đi lại giữa Nouméa và Espiritu Santo, rồi tiếp tục đi đến vịnh Purvis, nơi nó cùng các tàu chị em Gamble (DM-15) và Breese (DM-18) hình thành nên một đội rải mìn nhanh. Đội lên đường vào ngày 31 tháng 10 để rải một bãi mìn tấn công ngoài khơi đảo Bougainville. Ngay khi đội hoàn thành nhiệm vụ và bắt đầu rút lui vào sáng sớm ngày 2 tháng 11, họ bị chiếu sáng bởi pháo sáng thả dù từ máy bay đối phương. Không lâu sau đó một lực lượng tàu tuần dương bạn tiếp cận với tốc độ cao theo hướng đối diện và nổ súng vào những kẻ thù vô hình. Nhóm của Sicard vô tình đã đưa những lực lượng đối địch gặp nhau trong Trận chiến vịnh Nữ hoàng Augusta.
Sicard cùng với bốn tàu khu trục rải mìn khác đã rải thêm một bãi mìn ngoài khơi Bougainville vào ngày 8 tháng 11, và sau một giai đoạn ngắn làm nhiệm vụ hộ tống, đã rải một bãi mìn thứ ba ngoài khơi quần đảo Shortland vào ngày 24 tháng 11. Từ tháng 12 năm 1943 đến tháng 4 năm 1944, nó hộ tống các đoàn tàu vận tải đi lại giữa Espiritu Santo, Guadalcanal, vịnh Purvis, Nouméa, Fiji, New Zealand và Kwajalein. Vào ngày 1 tháng 5 năm 1944, nó tiếp nối nhiệm vụ rải mìn khi rải hai dãi bãi mìn ngoài khơi đảo Buka vào các ngày 2 và 10 tháng 5. Sau một chuyến hộ tống vận tải khác, nó quay trở về Alameda, California vào ngày 11 tháng 7 để đại tu.
Sicard hoàn tất việc sửa chữa vào ngày 20 tháng 9 năm 1944, và sau một đợt ôn tập huấn luyện đã lên đường đi Trân Châu Cảng vào ngày 4 tháng 10. Sau một đợt bảo trì khác từ ngày 10 tháng 10 đến ngày 16 tháng 11, nó làm nhiệm vụ huấn luyện tàu ngầm, tiến hành các cuộc thực tập hàng ngày cùng tàu ngầm ngoài khơi Oahu cho đến ngày 9 tháng 1 năm 1945, rồi làm nhiệm vụ tương tự tại Midway cho đến ngày 2 tháng 9. Trong giai đoạn này, nó được xếp lại lớp như một tàu phụ trợ với ký hiệu lườn mới AG-100 từ ngày 5 tháng 6 năm 1945. Sau khi chiến tranh kết thúc, nó đi đến Xưởng hải quân Philadelphia vào ngày 21 tháng 10 để chuẩn bị ngừng hoạt động.
Sicard được cho xuất biên chế vào ngày 21 tháng 11 năm 1945; tên nó được cho rút khỏi danh sách Đăng bạ Hải quân vào ngày 19 tháng 12 năm 1945, và nó bị bán cho hãng Hugo Neu ở New York để tháo dỡ vào ngày 22 tháng 6 năm 1946.

## Phần thưởng
Sicard được tặng thưởng hai Ngôi sao Chiến trận do thành tích phục vụ trong Thế Chiến II.